# Fonon

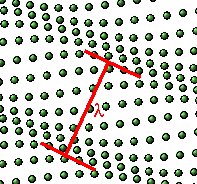
A rács atomjainak kollektív elmozdulása, melynek leírását a szilárdtestfizikában a fononok adják. (Az ábra a szemléletesség kedvéért a valóságosnál jóval nagyobb kitéréseket ábrázol.)

A szilárdtestfizikában fononoknak nevezzük a szilárdtesteket felépítő atomok kollektív rezgéseit leíró kvázirészecskéket. Ezeket rugalmas közegek (egyes szilárd testek és folyadékok) rezgési módusainak kvantummechanikai jellemzésére alkalmazzák.
Ha  a szilárdtestben az atomokat helyhez rögzítettként képzelnénk el és a termikus jellemzőket pusztán az elektronok mozgásából származtatnánk, helytelen eredményre jutnánk például a fajhő, a hővezetés, a hőtágulás, a fázisátalakulások és egyéb termikus jelenségek magyarázatánál. A fononok fotonokkal való kölcsönhatása is értelmezhető, mely a fény-anyag kölcsönhatások értelmezéséhez ad támpontot. Mindezek miatt a fononok szerepe igen fontos a szilárdtestfizikai elméletekben.

## Rácsrezgések szilárdtestekben
A kristályrácsban az atomok az egyensúlyi helyük körül kis mozgást végeznek, ez a szilárdtest termikus gerjesztéseinek következménye. A szilárdtestek fizikai jellemzőinek magyarázatához ezeket a mozgásokat is figyelembe kell venni.
A fononok meghatározásához el kell tekinteni a kristály atomjainak diffúziójától, azaz a feltételezés szerint az atomok csak egyensúlyi helyük körül mozoghatnak. Ez a közelítés jó, ha a szilárdtestet jóval az olvadáspontja alatti hőmérséklet jellemzi. További egyszerűsítő feltételezés, hogy az atomoknak a rácspontok körüli mozgását sorba fejtve csak a másodrendű tagokat tartjuk meg, ezt nevezzük harmonikus közelítésnek. Mivel az atomok egyensúlyi helye körül ható potenciál egyszerű rugókéra hasonlít, ezért ez szemléletesen olyan esetnek felel meg, amikor az atomok helyett tömegpontokat, a kölcsönhatások helyett rugókat képzelünk el. A fenti közelítésekkel már igen jó leírást adhatunk a szilárdtest fajhőjéről, hőtágulásáról és egyéb termikus jelenségeiről.
A rácsrezgések általános leírása összetett, viszont van néhány alapeset, mely matematikailag egyszerűbben megfogalmazható, így megkönnyíti a fononok jellemzőinek szemléltetését. Érdemes tárgyalni az egyatomos és kétatomos lánc esetén lehetséges fononokat, ugyanis ezeken bemutatható a diszperziós relációk jelentősége illetve az akusztikus és optikai fononok alapvető jellemzői.

### Egydimenziós lánc rezgései

Egyatomos lánc néhány lehetséges rezgési állapota.

Az egyik legegyszerűbb, de szemléletes eset, amikor azonos atomok egydimenziós láncának rezgéseit tekintjük. Az atomok egy egyenes mentén helyezkednek el, kitérésük is ugyanezen egyenes mentén lehetséges. Az azonos {\displaystyle M} tömegű atomok {\displaystyle a} távolsága az egyensúlyi helyzetben legyen egyenlő, az atomokra ható potenciál pedig olyan, mintha a szomszédos atomok kis rugókkal lennének összekötve (azaz harmonikus közelítést alkalmazunk, a potenciálban csak a másodrendű tagokat vesszük figyelembe). Az n-edik atom egyensúlyi helye {\displaystyle n\cdot a}, kitérése {\displaystyle u_{n}}. Felhasználjuk továbbá, hogy a kölcsönhatás térben gyorsan csökken, azaz csak elsőszomszéd-kölcsönhatást feltételezünk (a fenti rugós példában ez azt jelenti, hogy csak szomszédos atomok között van rugó, távolabbiak között nincs). A harmonikus közelítéssel a potenciál kifejezése:
{\displaystyle U_{n,n\pm 1}={\frac {1}{4}}\sum _{nn'}{\tilde {\Phi }}\left(n,n\pm 1\right)\left[u_{n}-u_{n'}\right]^{2}},
ahol {\displaystyle {\tilde {\Phi }}(n,n\pm 1)} az elsőszomszéd-párkölcsönhatások együtthatói. Ha bevezetjük az atomok között elképzelt rugók {\displaystyle K={\tilde {\Phi }}(n,n\pm 1)} erőállandóját, akkor egyszerű alakban kapjuk meg egy atom körüli potenciált:
{\displaystyle U_{harm}={\frac {1}{2}}K\sum \left[u_{n}-u_{n+1}\right]}.
Ez a kifejezés valóban hasonlóságot mutat a rugó végére helyezett tömegpont klasszikus potenciáljával.
Az erő általánosan a potenciál negatív gradiense, ami jelen esetben az n-edik atom kitérése szerinti parciális deriválást jelent:
{\displaystyle M{\ddot {u}}_{n}=-{\frac {\partial U_{n}}{\partial u_{n}}}=-K\left[2u_{n}-u_{n-1}-u_{n+1}\right]}.
A mozgásegyenlet megoldásához határfeltétel kell, ami célszerűen lehet például Born–Kármán-féle periodikus határfeltétel: az egyatomos, végtelen láncot N atomból álló gyűrűként képzeljük el. Ennek következménye, hogy az {\displaystyle N+1}-edik atom megegyezik az elsővel, ahogy a kitérésük is: {\displaystyle u_{N+1}=u_{1}}. Azt várjuk, hogy a morgásegyenlet megoldásai haladó hullámokat adnak, így a megoldást legegyszerűbben úgy kaphatjuk meg, ha Fourier-sor alakban írjuk fel a
{\displaystyle u_{n}(t)={\frac {1}{\sqrt {N}}}\sum _{q}{\frac {1}{2\pi }}\int _{-\infty }^{\infty }u(q,\omega )e^{i(qua-\omega t)}d\omega }
kifejtéssel, ami diszkrét {\displaystyle x} helyváltozó helyett diszkrét {\displaystyle q} hullámszámra, folytonos {\displaystyle t} időváltozó helyett folytonos {\displaystyle \omega } frekvenciára való áttérést jelent. Ezzel a mozgásegyenlet (ha a kitevőkből elhagyjuk a fázistagot):

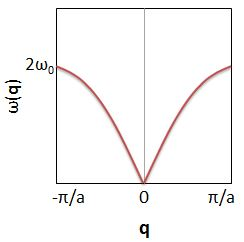
Akusztikus fononmódus az egyatomos lánc Brillouin-zónájában.

{\displaystyle M\omega ^{2}u(q,\omega )=-K\left[2-e^{-iqa}-e^{iqa}\right]u(q,\omega )=-2K\left[1-\cos {qa}\right]u(q,\omega )}.
A {\displaystyle q} hullámszámú rezgéshez tartozó körfrekvencia ebből meghatározható:
{\displaystyle \omega (q)={\sqrt {\frac {2K(1-\cos {qa})}{M}}}=2{\sqrt {\frac {K}{M}}}\cdot \left|\sin {\frac {qa}{2}}\right|}.
A fenti összefüggés, mely a frekvencia hullámszámfüggését adja meg, a szilárdtestfizikában gyakran alkalmazott diszperziós relációk egyatomos láncon terjedő fononra vonatkozó példája. Megjegyzendő, hogy az összefüggés {\displaystyle q}-ban periodikus, hiszen egy adott {\displaystyle q}-ra és {\displaystyle \pm j{\frac {2\pi }{Na}}}-val eltoltjára azonos értéket ad:
{\displaystyle \omega (q)=\omega \left(q+j{\frac {2\pi }{Na}}\right),\qquad j=0,\pm 1,\pm 2,...}
Emiatt a diszperziós relációt gyakran csak a perióduson belül ábrázolják, ami a hullámszámtérbeli reciprokrács elemi cellájának, azaz az első Brillouin-zónának felel meg.
A diszperziós reláció ismeretében megtudható, hogy mely hullámszámú hullámokra milyen csoportsebesség érvényes. A csoportsebesség (vagy egyes értelmezésekben a terjedési sebesség) ugyanis a diszperziós reláció meredeksége:
{\displaystyle c=\left|{\frac {\partial \omega }{\partial q}}\right|={\sqrt {\frac {K}{M}}}a\cos {\frac {qa}{2}}}.
Az egyatomos lánc esetében a hosszúhullámú határesetben (mely kis hullámszámoknak felel meg) a diszperziós görbe egyeneshez, meredeksége pedig {\displaystyle {\sqrt {K/M}}\cdot a}-hoz tart. Ekkor a szomszédos atomok fázisa közel azonos, a rácsrezgés a hanghullámok terjedésének felel meg.
Itt csak a longitudinális (azaz a lánc vonalába eső kitérésekből álló) hullámokat vettük figyelembe. Elvileg a transzverzális (a láncra merőleges) rezgésekhez is tartoznának rezgési állapotok, egy {\displaystyle N} atomos lánc esetén {\displaystyle 3N}rezgési állapotot lehetne figyelembe venni (minden atom kitérése egy longitudinális, és a láncra merőleges két transzverzális kitérésből állhat össze). Viszont egydimenziós esetben a transzverzális kitérések igen kis mértékben hatnak a szomszédok potenciáljára, azaz másként fogalmazva, az atomok transzverzális kitérésére igen kicsi visszatérítő erő hat a szomszédjaiktól. Emiatt egyatomos, egydimenziós láncban nem alakulnak ki transzverzális rezgések.
Egyatomos láncban csak olyan fononokat láttunk, melyek diszperziós relációja a hosszúhullámú határesetben, azaz kis {\displaystyle q} értékek esetén nullából induló lineáris szakasszal indul. Ezeket nevezzük akusztikus fononoknak mely elnevezés a rácsban terjedő hanghullámokkal való kapcsolatra utal.

### Kétatomos lánc rezgései
A fentinél egy fokkal összetettebb esetet képviselnek a kétatomos láncok. Ekkor az egydimenziós lánc kétféle atomból áll, melyek tömege {\displaystyle M_{1}} illetve {\displaystyle M_{2}} és a láncban felváltva állnak. Az elemi cellában tehát két atom található. A lánc elképzelhető egymás után váltakozó tömegpontokként, melyeket azonos rugóállandójú és hosszúságú rugók kötnek össze. A potenciált (ismét harmonikus közelítésben) az alábbiak szerint határozhatjuk meg:
{\displaystyle U_{harm}={\frac {1}{2}}K\sum _{n}\left[u_{n}-v_{n}\right]^{2}+{\frac {1}{2}}K\sum _{n}\left[v_{n}-u_{n+1}\right]^{2}},
ahol {\displaystyle u_{n}} az n-edik elemi cella {\displaystyle M_{1}} tömegű atomjának kitérése, {\displaystyle v_{n}} az n-edik elemi cella {\displaystyle M_{2}} tömegű atomjának kitérése, {\displaystyle K} pedig az összes rugó azonos rugóállandója. A mozgásegyenleteket a kétféle atomra külön tudjuk felírni:
{\displaystyle M_{1}{\ddot {u}}_{n}=-K[2u_{n}-v_{n}-v_{n-1}]},
{\displaystyle M_{2}{\ddot {v}}_{n}=-K[2v_{n}-u_{n+1}-u_{n}]}.
A megoldást most is független haladó hullámok lineáris kombinációjaként keressük, ezért célszerű ismét a Fourier-sor kifejtése:
{\displaystyle u_{n}=u(q)e^{i(qna-\omega t)},\qquad v_{n}=v(q)e^{i(qna-\omega t)}}.
Válasszunk Born–Kármán periodikus határfeltételt, mely ez esetben azt jelenti, hogy {\displaystyle u_{N+1}=u_{1}}, és {\displaystyle v_{N+1}=v_{1}}. Ezzel a mozgásegyenlet a fázistagok elhagyásával:
{\displaystyle -\omega ^{2}M_{1}u(q)=-2Ku(q)+Kv(q)(1+e^{-iqa})},
{\displaystyle -\omega ^{2}M_{2}v(q)=-2Kv(q)+Ku(q)(e^{iqa}+1)}.
A diszperziós összefüggés ebből kifejezve, majd az {\displaystyle \omega _{0}^{2}=2K\left(1/M_{1}+1/M_{2}\right)} és {\displaystyle \gamma ^{2}=4(M_{1}M_{2})/(M_{1}+M_{2})^{2}} jelölésekkel egyszerűbb alakra hozva:
{\displaystyle \omega _{\pm }^{2}(q)={\frac {K}{M_{1}M_{2}}}\left[(M_{1}+M_{2})\pm {\sqrt {(M_{1}+M_{2})^{2}-4M_{1}M_{2}\sin ^{2}{\frac {qa}{2}}}}\right]={\frac {\omega _{0}^{2}}{2}}\left(1\pm {\sqrt {1-\gamma ^{2}\sin ^{2}{\frac {qa}{2}}}}\right)}
Azaz egy adott {\displaystyle q} hullámszámhoz két különböző frekvenciájú rezgés is elképzelhető. Ezek felelnek meg az akusztikus ({\displaystyle \omega _{-}}) és az optikai ({\displaystyle \omega _{+}}) módusoknak. Az egyik rezgés az egyatomos láncnál látottakra hasonlít, {\displaystyle q=0}-ban nulla a frekvenciája és hosszúhullámú határesetben egyeneshez tart. Ez az akusztikus módus. A másik rezgéstípust nem láthattuk az egyatomos láncnál, ennek hosszúhullámú határesete egy véges {\displaystyle \omega _{0}} frekvenciáról indul.

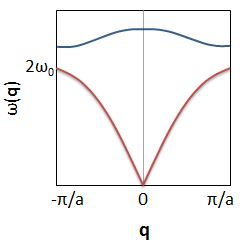
Akusztikus (piros) és optikai (kék) fononmódus a kétatomos lánc Brillouin-zónájában.

Ha a kétféle atom kitérési amplitúdóját tekintjük hosszúhullámú határesetben, akkor láthatjuk, hogy az akusztikus módusban az atomok közel azonos amplitúdóval és azonos irányban mozognak. Ezek a rezgések felelnek meg a hanghullámok terjedésének. Az optikai módusban azonban tömegtől függő és a két atomra vonatkozóan ellentétes irányú kitérést láthatunk. Ilyen gerjesztést általában akkor tapasztalunk egy rácsban, ha az töltött ionokból áll és elektromágneses térrel, azaz fénnyel gerjesztjük azok rezgését. Ez utóbbi miatt nevezzük ezeket optikai fononoknak.
Kétatomos láncban egy adott {\displaystyle q} hullámszámhoz tehát két módus is található. Az egyik egy akusztikus módus, mely kis {\displaystyle q} értékek esetén nullából lineárisan indul és a Brillouin-zóna határán nulla meredekséggel ér véget. A másik pedig egy optikai módus, mely jellemzően magasabb frekvenciás rezgést jelent és hosszúhullámú határesetben véges frekvenciához tart.
A kétatomos láncra kapott eredmény szemléletes ellenőrzésére ad lehetőséget, ha {\displaystyle M_{1}\rightarrow M_{2}}, ekkor ugyanis határesetben visszakapjuk az egyatomos lánc esetét annyi különbséggel, hogy ekkor az elemi cellában két darab azonos atom fog állni.

### Klasszikus fajhő
A rácsrezgések klasszikus leírásából adható egy becslés a szilárdtest fajhőjére. Az ekvipartíció tétele alapján a kinetikus és potenciális energiától származó rész {\displaystyle k_{B}T/2} járulékot az az energiához. A rácsban lehetséges {\displaystyle 3Np} módus mindegyike {\displaystyle k_{B}T} járulékot ad, így a teljes energia
{\displaystyle E=3Npk_{B}T}.
Ebből meghatározható az atomi rezgések járuléka a fajhőhöz:
{\displaystyle C_{V}={\frac {\partial E}{\partial T}}=3Npk_{B}},
mely egyatomos szilárdtestek mólnyi mennyiségére a Dulong–Petit-szabállyal van összhangban: {\displaystyle C_{V}=3pR}. A klasszikus modellből kapott fajhő szobahőmérsékleten elfogadható összhangban áll a tapasztalatokkal, azonban nem magyarázható az a jelenség, hogy a fajhő alacsonyabb hőmérsékleten leesik, sőt, nulla hőmérsékleten eltűnik. A fajhő általánosabban érvényes származtatására tehát a klasszikus fizikai interpretáció nem elégséges.

## Kvantummechanikai megfogalmazás
A fononok klasszikus értelmezése, azaz a mozgásegyenlet felírása és megoldása az atomi kitérésekre csak bizonyos korlátok között ad alkalmas leírást a tapasztalatainkról. Kvalitatív módon szemlélteti a rács egyes termikus jellemzőit, azonban a szilárdtest fajhőjét túlbecsüljük, ha azt a rácsrezgésekből származtatjuk. A kísérletekkel való jobb összhang a fononok kvantummechanikai tárgyalásával érhető el.

### A rácsrezgések Einstein-modellje
Az Einstein-modellben pontosabb becslést kapunk a fajhőre. Albert Einstein 1907-ben azt javasolta, hogy a rácsrezgéseket a Planck-féle kvantum-hipotézisnek megfelelően szintén kvantált mennyiségnek képzeljük ez, azaz hogy a rácsrezgések frekvenciája csak diszkrét kvantumokban változhat. Így a rácsrezgés energiája is kvantált: {\displaystyle \varepsilon _{n}=nh\nu }, ahol {\displaystyle n} egész szám, {\displaystyle h} a Planck-állandó, {\displaystyle \nu } pedig a frekvencia. A statisztikus fizikából ismert {\textstyle Z=\sum _{n}e^{-\varepsilon _{n}/k_{B}T}} állapotösszeggel és a szokásos {\displaystyle \beta =1/k_{B}T} jelöléssel egy adott módus energiaátlaga {\textstyle \langle \varepsilon \rangle =-{\frac {d}{d\beta }}\ln {Z}}. A rácspontokban harmonikus oszcillátorokat képzelt el, melyekre ez az energiaátlag:
{\displaystyle \langle \varepsilon \rangle ={\frac {k\nu }{e^{h\nu /k_{B}T}-1}}}.
Einstein továbbá feltette, hogy minden atom egymástól független oszcillátor, melynek rezgése egységesen {\displaystyle \nu _{E}}, azaz a diszperziós relációban a frekvencia hullámszámtól való függetlenségét látjuk. A rácsban {\displaystyle Np} darab atom van, melyek egyesével 3 független irányban képesek rezgésre, így a rács teljes belső energiája {\displaystyle E=3Np\langle \varepsilon \rangle }. Einstein a fajhőt ebből származtatta:
{\displaystyle C_{V}={\frac {\partial E}{\partial T}}=3Npk_{B}\cdot \left({\frac {\hbar \omega _{E}}{k_{B}T}}\right)^{2}\cdot {\frac {e^{\hbar \omega _{E}/k_{B}T}}{(e^{\hbar \omega _{E}/k_{B}T}-1)^{2}}}=3Npk_{B}\cdot F_{E}\left({\frac {\hbar \omega _{E}}{k_{B}T}}\right)},
ahol {\textstyle F_{E}(x)={\frac {x^{2}e^{x}}{(e^{2}-1)^{2}}}} az Einstein-függvény.
Bár az Einstein-modell eredményei pontosabban egyeznek a kísérletekkel, mint a klasszikus számítás, viszont érvénye csak a magasabb hőmérsékletű rácsokra terjed ki. Újabb, alacsony hőmérsékletű mérések rámutattak, hogy a modell azon feltevése, hogy a rács atomjai független és azonos frekvenciájú oszcillátorok, nem vezet helyes eredményre a fajhővel kapcsolatban, ugyanis figyelmen kívül hagyja a hosszúhullámú, akusztikus módusoknak megfelelő, könnyen gerjeszthető rácsrezgéseket.

### Debye-modell
Debye 1912-ben javasolta megoldását az Einstein-modell fent vázolt problémájára, nevezetesen, hogy az alulbecsüli az alacsony hőmérsékleten érvényes fajhőt, mivel nem veszi figyelembe az akusztikus rácsrezgések járulékát. A Debye-modell feltevései a következők:
- a klasszikus rugalmas közeg lineáris diszperziós relációjú, {\displaystyle \omega _{L}(\mathbf {q} )} frekvenciájú kompressziós és {\displaystyle \omega _{T}(\mathbf {q} )} torziós hullámainak energiája csak {\displaystyle \hbar \omega _{L}(\mathbf {q} )}, illetve {\displaystyle \hbar \omega _{T}(\mathbf {q} )} lépésekben változhat,
- mindkét polarizáció arányos a hullámszámmal a rövidhullámú esetben is (azaz akár atomi méretskálába eső hullámhosszak esetén is),
- a longitudinális és transzverzális hullámok terjedési sebessége azonos és állandó
- a {\displaystyle \mathbf {q} } értékei a Brillouin-zóna helyett izotróp módon egy reciproktérbeli gömbből kerülhetnek ki, mely gömböt úgy kell megválasztani, hogy éppen annyi lehetséges hullámszám legyen, hogy {\displaystyle 3Np} darab normálmódus alakuljon ki.

### A fononok operátorformalizmusa és kvantálása
A fononok kvantummechanikában a rács normálrezgéseit leíró kvázirészecskék. Azoknak a rezgési állapotoknak felelnek meg, amikor a rács atomjai azonos frekvenciával oszcillálnak. A fononok jelentőségét (a klasszikus normálmódusokhoz hasonlóan) az adja, hogy a rácsrezgések bázisának tekinthetők, azaz ezen elemi rezgések szuperpozíciójából bármilyen rácsrezgés előállítható. Mivel periodikus függvények alkotják a bázist, ezért ennek matematikai hátterét a Fourier-analízis adja. A fononok klasszikus megfogalmazása, azaz a normálmódusok hullámjelenségek leírására szolgálnak, de a fonon, mint kvantummechanikai objektum, részecsketermészettel is bír.
A kvantummechanikai tárgyaláshoz tekintsük ismét a legegyszerűbb esetet, amiben fononok előfordulhatnak, mégpedig az egyatomos láncot. Ez {\displaystyle N} darab azonos atomból álló lánc.

## Kísérleti vizsgálatok
A fononok kísérleti vizsgálatára az alábbiak a legelterjedtebb eljárások: héliumatom-szóráskísérlet (HAS), elektronenergiaveszteség-spektroszkópia (EELS), rugalmatlan magszórás (NIS).